# Scotopteryx sterilis
Scotopteryx sterilis là một loài bướm đêm trong họ Geometridae.